# Chloraea magellanica
Chloraea magellanica és una espècie d'orquídia de mida gran (30-60 cm d'alçada) nativa de la Patagònia xilena i argentina.

## Descripció
Planta herbàcia perenne, geòfita i rizomatosa. Desenvolupa dos tipus de fulles: basals —de forma oblongo-lanceolades i de mida gran (< 20 cm), recorden les de la tulipa—; i les caulinars, que es troben al llarg de la tija, en menor abundància i més menudes. Les flors no generen fragàncies, són de 5-8 cm, estan reunides en inflorescències terminals en grups de 4-12 i apareixen a la primavera, amb la fusió de les neus. Són de color verd blanquinós amb una xarxa de nervis negres ben marcats. Consten de 3 sèpals i 3 pètals. El pètal inferior és carnós i té forma de llavi triangular, de color blanc i de marge groc. El fruit és una càpsula cilíndrica o ovoide amb nombroses i petites llavors.

## Distribució i hàbitat
Creix en sòls arenosos formats per cendres volcàniques, en clarianes de bosc de l'estatge basal dels Andes meridionals i sectors occidentals de l'estepa patagona —a les províncies de Neuquén, Río Negro, Chubut, Santa Cruz i Terra del Foc— així com a les regions contigües corresponents de Xile. Prefereix zones fredes i no tolera ambients càlids.

## Taxonomia
Chloraea magellanica va ser descrita per Joseph Dalton Hooker i publicat a Flora Antarctica 2: 350, a l'any 1847.
Etimologia
Chloraea: nom genèric que ve del grec Chloros = "verd", en al·lusió al color de les seves flors.
magellanica: epítet geogràfic de la zona de l'estret de Magallanes, Amèrica del Sud.